# 唐納文
唐納文·菲利浦斯·萊奇（英語：Donovan Phillips Leitch，1946年5月10日—），通稱唐納文（Donovan），是蘇格蘭音樂家、作曲人和吉他手。他發展了融合民謠、爵士、流行、迷幻和世界音樂（尤其是Calypso）的獨特折衷主義風格。他曾與家人先後移居蘇格蘭、英格蘭赫特福德郡、倫敦、加州和愛爾蘭的科克郡（自2008年開始）。唐納文自英國民謠音樂出身，1965年初在電視影集Ready Steady Go!中的現場演出使他在英國成名。
唐納文在1965年與Pye唱片公司簽約後，以民謠風格錄製了單曲和兩張專輯，之後他在美國與CBS/Epic唱片簽約—這也是該公司新任副總裁克萊夫·戴維斯簽署的第一張唱片契約，使唐納文在國際上更加成功。他與英國著名獨立唱片製作人米凱·莫斯特開始了長期且成功的合作，在英國、美國和其他國家獲得了多首熱門單曲和專輯。

他早期最成功的單曲是1965年英國發行的〈Catch the Wind〉、〈Colours〉和〈Universal Soldier〉。1966年9月，〈Sunshine Superman〉在美國的告示牌百強單曲榜上排名第一、在英國排名第二，緊接著1966年12月在美國排名第二的〈Mellow Yellow〉，然後是1968年在英美兩國皆名列前五的的〈Hurdy Gurdy Man〉，而〈Atlantis〉於1969年5月在美國達到第7名。
他也是包括瓊·拜亞、布萊恩·瓊斯和披頭四樂團等音樂人的朋友。 他在1968年教授約翰·藍儂指彈吉他風格，而藍儂也將其使用在〈Dear Prudence〉、〈Julia〉、〈Happiness Is a Warm Gun〉等歌曲中。1969年，在與莫斯特分別之後，唐納文暫時離開樂界一陣子。
唐納文在1970年代至1980年代仍繼續表演和錄製新作。他的音樂風格和嬉皮士形象受到評論家的蔑視，尤其是在朋克搖滾年代之後。他的表演和錄製變得零星散發，直到1990年代隨著英國銳舞的出現而得以復甦。他和製作人瑞克·魯賓錄製了1996年的專輯《Sutras》和2004年的《Beat Cafe》。唐納文於2012年入選搖滾名人堂，並於2014年入選了歌曲作者名人堂。

## 外部連結
- 官方网站
- 唐納文在互联网电影资料库（IMDb）上的資料（英文）
- 唐納文 采访 Pop Chronicles (1970)
- 摇滚名人堂上的唐納文